# Saint-Malon-sur-Mel

Saint-Malon-sur-Mel este o comună în departamentul Ille-et-Vilaine, Franța. În 1 ianuarie 2022 avea o populație de 613 de locuitori.